# Sarre rouge
Pour les articles homonymes, voir Sarre.
 (mars 2015).
Si vous disposez d'ouvrages ou d'articles de référence ou si vous connaissez des sites web de qualité traitant du thème abordé ici, merci de compléter l'article en donnant les références utiles à sa vérifiabilité et en les liant à la section « Notes et références ».
La Sarre rouge est une rivière française du massif des Vosges qui coule dans le département de la Moselle. La confluence de la Sarre rouge et de la Sarre blanche donne naissance à la Sarre.

## Parcours
La Sarre rouge naît dans une région couverte de forêts au pied du Donon, près du Sac de Pierre, à 790 m d'altitude, sur le territoire de la commune de Saint-Quirin. Elle se dirige en général vers le nord-ouest, et finit par confluer en rive droite avec la Sarre blanche à la limite des territoires des communes d'Hermelange et de Lorquin.

## Communes traversées
La Sarre rouge traverse ou longe, d'amont en aval, les communes suivantes :
Saint-Quirin, Abreschviller, Vasperviller, Métairies-Saint-Quirin, Nitting, Lorquin et Hermelange, toutes situées dans le département de la Moselle.

## Hydrologie
Née comme la Sarre blanche au nord du massif du Donon, la Sarre rouge est une rivière abondante malgré l'exiguïté de son bassin.

### La Sarre rouge à Vasperviller
Son débit a été observé pendant une période de 39 ans (1968-2006), à Vasperviller, localité située à une douzaine de kilomètres de son confluent avec la Sarre. La surface observée est de 90,4 km2, soit 84,3 % du bassin versant total.
Le module de la rivière à Vasperviller est de 1,48 m3/s.
La Sarre rouge présente des fluctuations saisonnières de débit fort peu marquées pour la Lorraine. Les hautes eaux se déroulent en hiver et au printemps et se caractérisent par des débits mensuels moyens allant de 1,62 à 2,08 m3/s, de décembre à mai inclus (maximum en février). Les basses eaux ont lieu de juillet à octobre, avec une baisse du débit moyen mensuel allant jusqu'à 0,943 m3/s au mois de septembre (943 litres par seconde), ce qui reste très consistant.

### Étiage ou basses eaux
Le VCN3 peut chuter jusque 0,42 m3/s, en cas de période quinquennale sèche, soit 420 litres par seconde, ce qui est très loin d'être sévère (voir note).

### Crues
D'autre part les crues peuvent être assez importantes, tout en n'égalant pas, toutes proportions gardées, les crues de certains cours d'eau du plateau lorrain comme le Madon par exemple. Les QIX 2 et QIX 5 valent respectivement 8,1 et 14 m3/s. Le QIX 10 vaut 18 m3/s, tandis que le QIX 20 se monte à 21 m3/s et que le QIX 50 est de 26 m3/s.
Cependant, le débit instantané maximal enregistré à Vasperviller a été de 56,2 m3/s le 26 mai 1983, tandis que la valeur journalière maximale était de 48,5 m3/s le lendemain 27 mai. En comparant le premier de ces chiffres aux valeurs des différents QIX de la rivière, il apparaît que cette crue était plus de deux fois plus importante que la crue cinquantennale définie par le QIX 50, et donc particulièrement exceptionnelle (centannale ou plus, vraisemblablement).

### Lame d'eau et débit spécifique
La Sarre rouge est une des rivières les mieux alimentées du département. La lame d'eau écoulée dans son bassin est de 520 millimètres annuellement, ce qui est élevé, très nettement supérieur à la moyenne d'ensemble de la France, mais également à celle de l'ensemble des bassins versants français de la Moselle (445 millimètres par an) et de la Sarre (319 millimètres par an). Le débit spécifique (ou Qsp) atteint 16,4 litres par seconde et par kilomètre carré de bassin.